# وولیم
وولیم (انگلیسی: Woollim) شرکت سرگرمی کره‌ای است، که در سال ۲۰۰۵ تأسیس شد.